# Мозер, Карлос
Жозе Карлос Непомусено Мозер (порт.-браз. José Carlos Nepomuceno Mozer; 19 сентября 1960, Рио-де-Жанейро) — бразильский футболист, защитник.

## Карьера
Карлос Мозер родился в семье Валдемиру и Ивоне. Он начал карьеру в молодёжном составе клуба «Ботафого». Однако его быстро выгнали из команды из-за его невысокого роста и хлипкого телосложения. Мать будущего футболиста отвела Карлоса к доктору Роберто, который за 15 дней сделал ему пять уколов гормона роста. Мозер под руководством отца стал активно заниматься физической подготовкой, из-за чего даже бросил карьеру певца, где он уже зарабатывал свои первые деньги, выступая в Казино Бангу.
В 1988 году в полуфинале Кубка европейских чемпионов со «Стяуа» Мозер получил удар, из-за чего ему было трудно дышать. Однако он вернулся на поле и провёл встречу до конца. После матча защитник поехал домой, где ему стало плохо. Доктор команды Бернардо Васконселос приехал к нему, сделав обезболивающий укол. На следующий день сделали рентген, показавший, что у Карлоса сломано три ребра. Несмотря на травму, бразилец быстро восстановился и вышел на поле в финале турнира, где его команда проиграла по пенальти «Эйндховену». Мозер свой пенальти в серии реализовал.
В 1989 году Карлос перешёл в клуб «Олимпик Марсель», где его видели в качестве замены уходящему Карл-Хайнцу Фёрстеру. Бразилец составил трио обороны команды вместе с Базилем Боли и Бернаром Казони, выполняя функции либеро. Он выиграл с командой три чемпионата Франции, а также дошёл до финала Кубка европейских чемпионов, где его команда по пенальти проиграла «Црвене звезде». Сам Мозер послематчевый пенальти забил. Всего за клуб бразилец провёл 118 матчей и забил 6 голов.
Завершив игровую карьеру, Мозер стал тренером. В 2000 году Карлос в роли помощника Жозе Моуринью присоединился к «Бенфике», но уже через 9 матчей оба покинули клуб. Затем он вновь в роли ассистента Моуринью стал работать в клубе «Униан Лейрия». В 2006 году Карлос впервые самостоятельно стал главным тренером, возглавив клуб «Интер» из Луанды. В 2007 году тренер привёл клуб к выигрышу чемпионата страны. В 2009 году Мозер тренировал клуб «Раджа». В начале 2011 года тренировал «Навал». 1 ноября 2011 года он стал главным тренером «Портимоненсе». С июня 2016 по март 2018 года Карлос работал генеральным директором «Фламенго». В 2020 году он был приглашён возглавить клуб «Фатима».

## Достижения

### Как игрок
- Чемпион штата Рио-де-Жанейро (2): 1981, 1986
- Обладатель Кубка Либертадорес (1): 1981
- Обладатель Межконтинентального Кубка (1): 1981
- Чемпион Бразилии (2): 1982, 1983
- Чемпион Португалии (2): 1988/89, 1993/94
- Чемпион Франции (3): 1989/90, 1990/91, 1991/92
- Чемпион Японии (1): 1996

### Как тренер
- Чемпион Анголы: 2007